# Roca Fungus
 Roca Fungus, también conocida en maltés como Il-Ġebla tal-Ġeneral (la Roca del General), es un islote de piedra caliza con 60 metros de altura situada a la entrada de una laguna circular en Dwejra, en la isla de Gozo, Malta. Está a 36°02′45″N 14°11′27″E / 36.04583, 14.19083 y se encuentra bajo la jurisdicción de la ciudad de Saint Lawrence.

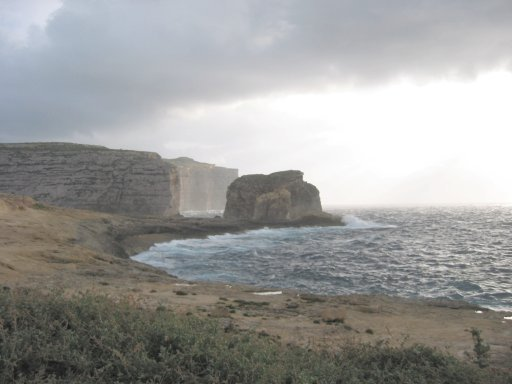
Roca Fungus.

## Historia
Se dice que allí el General de la Orden Hospitalaria de San Juan de Jerusalén descubrió el extraño tubérculo Fucus coccineus melitensis conocido como el Hongo de Malta, erradamente clasificado así, el cual crece en la zona plana superior de la roca. 
Se pensó que esta planta apestosa al olfato tenía propiedades medicinales, y los caballeros la utilizaron como antihemorrágico y como cura para la disentería. En siglo XVIII el tubérculo llegó a ser tan apreciado, que en 1746 el Gran Maestro de la Orden ordenó organizar una guardia permanente. Hoy se sabe que el Fucus coccineus melitensis no tiene ninguna de las características que se le habían atribuido.
En la actualidad, la Roca Fungus es una reserva natural. Sin embargo, se puede alcanzar nadando su costa y sus alrededores son un buen lugar para bucear.
- Datos: Q537627
- Multimedia: Fungus Rock / Q537627